# Michael Dante
Michael Dante, pseudonimo di Ralph Vitti (Stamford, 2 settembre 1931), è un attore statunitense.

## Biografia
Micheal Dante è nato con il nome Ralph Vitti a Stamford, nel Connecticut. Da ragazzo si intrufolava in un cinema locale con i suoi amici per guardare film del genere western. "Sono cresciuto desiderando di essere il compagno di The Lone Ranger e di seguire la carriera dei miei eroi", ha detto Dante a un giornalista nel 2006. Era un corto della squadra di baseball della Stamford High School, poi ha giocato per la squadra di "The Advocate All-Stars", che ha vinto un campionato di baseball del New England del 1949. Dopo essersi diplomato al liceo, Dante ha firmato un contratto bonus con i Boston Braves. Ha usato il suo bonus di 6 000 dollari per comprare alla sua famiglia una Buick a quattro porte con pneumatici bianchi.

### Carriera
Durante l'allenamento primaverile con la squadra dei Washington Senators, Dante ha preso lezioni di recitazione all'Università di Miami a Coral Gables, in Florida. Il leader della band Tommy Dorsey ha organizzato per lui un provino cinematografico alla Metro-Goldwyn-Mayer. Il suo primo film, Lassù qualcuno mi ama, è uscito nelle sale nel 1956. Ha cambiato il suo nome su richiesta del capo dello studio Jack L. Warner che riteneva che "Vitti" non si adattasse bene ai tendoni da teatro. Tra i nomi suggeriti da Warner, l'attore ha preferito "Michael", mentre per il cognome ha scelto "Dante" perché era quello di alcuni suoi parenti.
Dante è apparso in 30 film e 150 programmi televisivi. Ha trascorso sette anni interpretando diversi ruoli secondari, sotto contratto con tre grandi studi contemporaneamente: MGM, Warner Bros. e Twentieth Century Fox. Considera tra le sue migliori interpretazioni il ruolo in Killer Instinct nella serie televisiva della CBS Westinghouse Desilu Playhouse, insieme ai suoi ruoli nei film L'oro della California (1959), I sette ladri (1960) e Cheyenne (1975). Altri suoi crediti cinematografici includono L'urlo dei comanches (1958), Pugno proibito (1962), Operation Bikini (1963), Il bacio perverso (1964), Tamburi ad ovest (1964), Jean Harlow, la donna che non sapeva amare (1965), I pistoleri maledetti (1965), Willard e i topi (1971), That's the Way of the World (1975), The Farmer (1977), Allarme nucleare (1978), Beyond Evil (1980), Return from the River Kwai (1989) e Cage (1989). 
Dante è apparso in alcune serie della ABC / Warner Bros., tra cui i western Colt .45 e Maverick. In Colt .45, il cui protagonista è Wayde Preston, Dante è apparso un paio di volte. Dante e Forrest Lewis hanno interpretato rispettivamente Davey Lewis e Willy Ford nell'episodio del 1957 "The $3.000 Bullet". Dante ha poi interpretato il ruolo di Ab Saunders nell'episodio del 1958 I disertori, diretto da Leslie H. Martinson, con Angie Dickinson nei panni di Laura Meadows e Myron Healey nelle vesti di un commerciante di pellicce senza nome. In Maverick ha interpretato l'assassino Turk Mason nell'episodio del 1957 Il terzo cavaliere, con Jack Kelly. Un'altra serie della ABC-WB in cui è apparso è stata il dramma poliziesco Bourbon Street Beat, con Andrew Duggan, nella serie di avventure in syndication Rescue 8, con Jim Davis e Lang Jeffries, e in tre episodi di The Texan della CBS, con Rory Calhoun. 
Dante ha fatto due apparizioni in Perry Mason con Raymond Burr. Nel 1959 ha recitato nel ruolo di Arthur Manning in The Case of the Dangerous Dowager, e nel 1965 ha interpretato la vittima di omicidio Douglas Kelland in The Case of the Feather Cloak. 
È apparso nella serie televisiva originale di Star Trek, dove è stato scelto per il ruolo di "Maab" nell'episodio del 1967 Una prigione per Kirk e Co., al fianco di Julie Newmar. Dante ha partecipato alle convention di Star Trek.
Nel 1969 ha interpretato Clay Squires, un giovane mezzosangue, nell'episodio Long Night at Fort Lonely della serie Death Valley Days, con Robert Taylor come Ben Cotterman e June Dayton come la moglie di Cotterman, Rachel. Nel 1972 ha preso i panni di un tormentato regista commerciale in My Three Sons. Nel 1974 ha interpretato Julio Tucelli nell'episodio di The Six Million Dollar Man intitolato Dr. Wells Is Missing. Dante ha anche ruoli ricorrenti nei periodici televisivi Days of Our Lives e General Hospital.
Negli anni '70, Dante conobbe John Wayne, che vide da bambino sullo schermo. Wayne aveva visto Dante a Winterhawk e gli aveva chiesto di organizzare un evento di beneficenza a Newport Beach, in California. Ciò ha avviato un'amicizia tra i due attori che hanno organizzato altri eventi fino alla morte di Wayne nel 1979.
Michael Dante ha tenuto un suo talk show radiofonico, dal 1995 al 2007, chiamato On Deck e precedentemente noto come Michael Dante Celebrity Talk Show. Tra i suoi ospiti nei vari programmi figurano Milton Berle, Tony Curtis, Ron Ely, Bryant Gumbel, Stack Pierce, Connie e Stella Stevens. Nel 2006 ha affermato in un'intervista di aver scritto una sceneggiatura per il sequel di Winterhawk e che stava cercando di ottenere finanziamenti per il film.

## Riconoscimenti
- The Silver Spur Award (chiamato "Golden Globe del genere cinematografico e televisivo Western")
- The Golden Boot Award ("l'Oscar dei film Western")
- Premio cinematografico della California del sud per il "Best of the Best" dell'industria cinematografica
- Wall of Fame Honoree – Stamford High School – Stamford, Connecticut
- Premio Spirit of the West di Wild West Gazette / Bison Western Museum
- Palm Springs Film Festival Award per il film classico di Sammy Fuller The Naked Kiss
- 1994 – Golden Palm Star on the Walk of Stars[3]

## Filmografia

### Cinema
- Lassù qualcuno mi ama (Somebody Up There Likes Me), regia di Robert Wise (1956)
- Un solo grande amore (Jeanne Eagels), regia di George Sidney (1957)
- L'albero della vita (Raintree County), regia di Edward Dmytryk (1957)
- L'urlo dei comanches (Fort Dobbs), regia di Gordon Douglas (1958)
- La ragazza del rodeo (Born Reckless), regia di Howard W. Koch (1958)
- L'oro della California (Westbound), regia di Budd Boetticher (1959)
- I sette ladri (Seven Thieves), regia di Henry Hathaway (1960)
- Pugno proibito (Kid Galahad), regia di Phil Karlson (1962)
- I commandos dei mari del sud (Operation Bikini), regia di Anthony Carras (1963)
- Il bacio perverso (The Naked Kiss), regia di Samuel Fuller (1964)
- Tamburi ad ovest (Apache Rifles), regia di William Witney (1964)
- Harlow, regia di Alex Segal (1965)
- I pistoleri maledetti (Arizona Raiders), regia di William Witney (1965)
- Willard e i topi (Willard), regia di Daniel Mann (1971)
- Thirty Dangerous Seconds, regia di Joseph Taft (1973)
- That's the Way of the World, regia di Sig Shore (1975)
- Cheyenne (Winterhawk), regia di Charles B. Pierce (1975)
- Il reduce (The Farmer), regia di David Berlatsky (1977)
- Allarme nucleare (Missile X - Geheimauftrag Neutronenbombe), regia di Leslie H. Martinson (1978)
- Beyond Evil, regia di Herb Freed (1980)
- The Big Score, regia di Fred Williamson (1983)
- The Messenger, regia di Fred Williamson (1986)
- Il ritorno dal fiume Kwai (Return from the River Kwai), regia di Andrew V. McLaglen (1989)
- Sbarre d'acciaio (Cage), regia di Lang Elliott (1989)
- Unbelievable!!!!!, regia di Steven L. Fawcette (2020)

### Televisione
- Sugarfoot – serie TV, episodi 1x02-1x05-1x13 (1957-1958)
- Colt .45 – serie TV, episodi 1x03-1x24 (1957-1958)
- Cheyenne – serie TV, 4 episodi (1957-1958)
- Maverick – serie TV, episodi 1x06-1x15-2x25 (1957-1959)
- Tales of the Texas Rangers – serie TV, episodio 3x04 (1958)
- Rescue 8 – serie TV, episodio 1x09 (1958)
- Lawman – serie TV, episodio 1x15 (1959)
- Le avventure di Rin Tin Tin (The Adventures of Rin Tin Tin) – serie TV, episodio 5x18 (1959)
- Westinghouse Desilu Playhouse – serie TV, episodio 1x24 (1959)
- The Texan – serie TV, 4 episodi (1959)
- Perry Mason – serie TV, episodi 2x26-8x19 (1959-1965)
- Death Valley Days – serie TV, episodi 8x01-17x17 (1959-1969)
- Bourbon Street Beat – serie TV, episodio 1x15 (1960)
- General Electric Theater – serie TV, episodio 8x22 (1960)
- Scacco matto (Checkmate) – serie TV, episodio 1x30 (1961)
- I detectives (The Detectives) – serie TV, episodio 2x34 (1961)
- Lotta senza quartiere (Cain's Hundred) – serie TV, episodio 1x13 (1961)
- 87ª squadra (87th Precinct) – serie TV, episodio 1x26 (1962)
- Hawaiian Eye – serie TV, episodio 4x12 (1963)
- Bonanza – serie TV, episodio 7x03 (1965)
- Get Smart – serie TV, episodio 1x17 (1966)
- Star Trek – serie TV, episodio 2x11 (1967)
- Custer – serie TV, 17 episodi (1967)
- La grande vallata (The Big Valley) – serie TV, episodio 4x05 (1968)
- Daniel Boone – serie TV, episodio 5x24 (1969)
- Io e i miei tre figli (My Three Sons) – serie TV, episodio 12x13 (1972)
- Riuscirà la nostra carovana di eroi... (Dusty's Trail) – serie TV, episodio 1x21 (1974)
- L'uomo da sei milioni di dollari (The Six Million Dollar Man) – serie TV, episodio 1x09 (1974)
- The Kids Who Knew Too Much, regia di Robert Clouse – serie TV (1980)
- Disney's Wonderful World – serie TV, episodio 26x11 (1980)
- California (Knots Landing) – serie TV, episodio 3x19 (1982)
- Professione pericolo (The Fall Guy) – serie TV, episodi 3x10-4x11 (1983-1984)
- Il tempo della nostra vita (Days of Our Lives) – serial TV, 3 puntate (1984)
- Simon & Simon – serie TV, episodio 6x12 (1986)
- New York New York (Cagney & Lacey) – serie TV, episodio 6x18 (1987)